# Agía Marinoúda
Agía Marinoúda (grec moderne : Αγία Μαρινούδα) est un village de Chypre de plus de 266 habitants.